# 宗安寺 (高知市)
宗安寺（そうあんじ）は、宗安禅寺とも呼ばれ高知県高知市にある臨済宗妙心寺派の仏教寺院。鏡川の上流から流れてきた不動明王を川の畔の現在地に祀ったことが起源と伝えられ、別称を川上不動ともも云われている。四国三十六不動第17番札所に定められている。

## 歴史
大同2年（807年）の創建とも伝えるが、草創の事情は定かでない。中世には裏山の不動堂とともに修験の道場となっていた。戦国時代、朝倉城主の本山梅慶（本山茂宗）が当寺を保護し、同家の菩提寺となった。この際に禅寺に改められたとみられる。

## 伽藍
- 山門

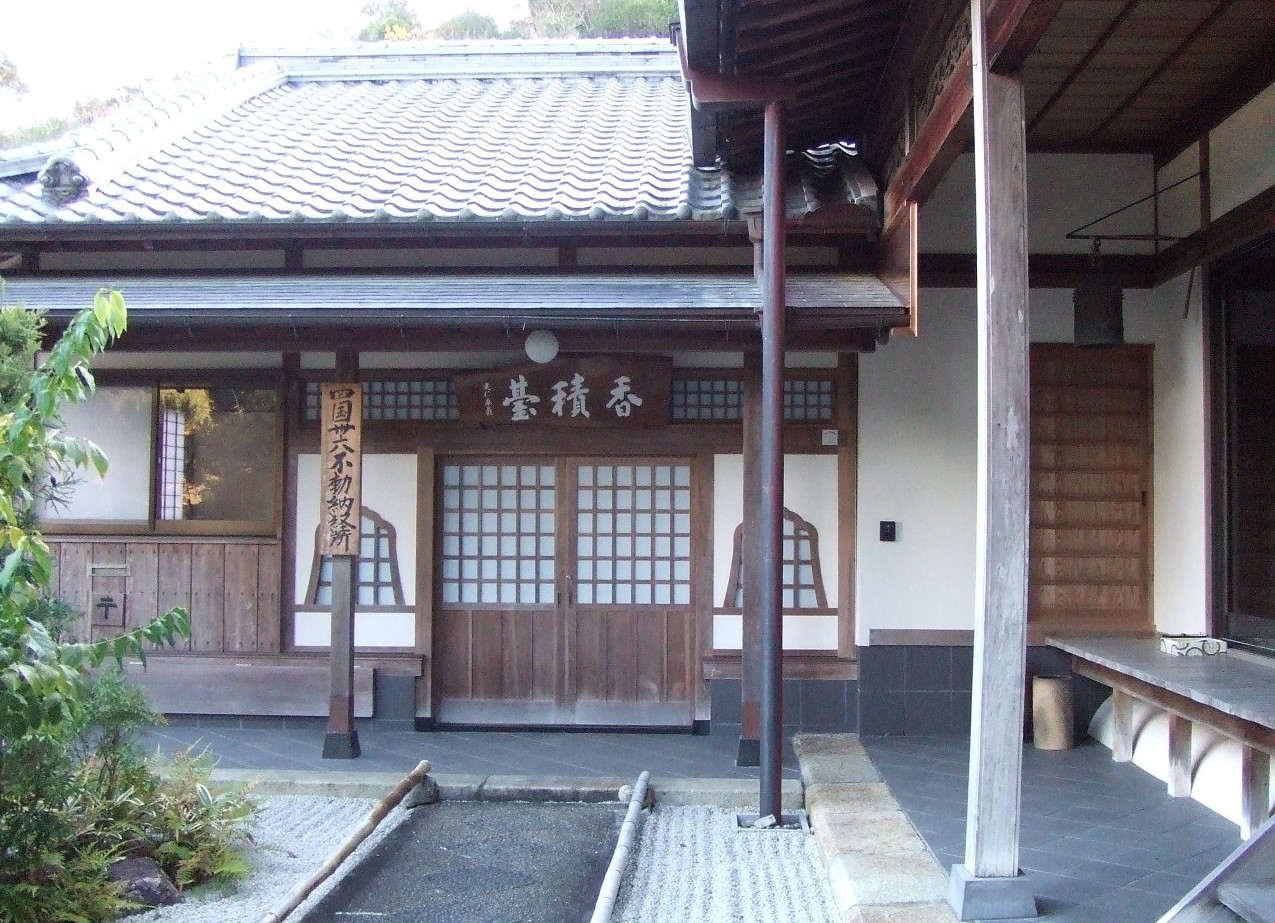
庫裏

- 本堂（方丈）：本尊は釈迦如来坐像。拝顔できる。
- 不動堂：重要文化財の川上不動を祀る。60年に一度の開帳。
- 観音堂
- 庫裏：本堂に接続した納経所

## 文化財
重要文化財

不動堂

- 木造不動明王坐像（明治44年8月9日指定） -  檜材、一木造、像高142.3cm、鎌倉時代作
- 木造持国天・増長天立像（明治44年8月9日指定） -  持国天像は欅材、一木造、像高160.2cm、鎌倉時代作。増長天像は檜材、一木造、像高135.3cm、平安時代後期作。

## 交通アクセス
- 県交北部交通「宗安寺橋」下車徒歩5分。

## 前後の札所
四国三十六不動霊場
16番 極楽寺 --(9.5km)-- 17番 宗安禅寺 --(150km)-- 18番 浄土寺